# Io9

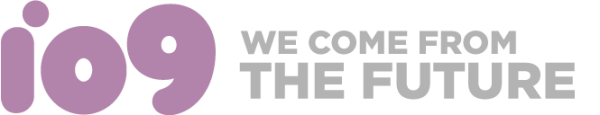

io9(아이오나인)은 거커 미디어(Gawker Media)가 2008년에 개설한 블로그이다. SF와 미래파 등에 대해 다룬다.